# تسورن
تسورن (به لهستانی:  Curyn) یک روستا در لهستان است که در گمینا ویشنگتسه واقع شده‌است.